# Lasioglossum cockerellellus
Lasioglossum cockerellellus är en biart som först beskrevs av Blüthgen 1931.  Lasioglossum cockerellellus ingår i släktet smalbin, och familjen vägbin. Inga underarter finns listade i Catalogue of Life.